# Adidas Terrapass
TerraPass — модель футбольного мяча, являющаяся официальной для Чемпионата Европы по футболу среди женщин 2009; разработана компанией Adidas.

## Дизайн
Согласно заявлениям официального сайта UEFA, официальный мяч турнира был представлен широкой публике на церемонии жеребьевки финальной стадии Чемпионата Европы 2009 года в помещении хельсинкского Finlandia Hall. Светло-синий блеск с вкраплениями фиолетового, а также футуристический рисунок стойко ассоциируют Adidas Terrapass с северным полярным сиянием — природным явлением, привлекающим множество туристов в страны Северной Европы.
Как и у официального мяча Чемпионата Европы 2008 Europass, оболочка Terrapass выполнена с использованием новейшего запатентованного покрытия PSC-Texture (более известного как «гусиная кожа»), которое повышает возможности контроля и передачи мяча в любых погодных условиях.

### Известные варианты модели

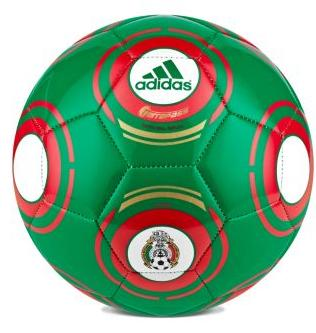
Adidas Terrapass FMF Replique

- Adidas TerraPass NFHS Club — техническая реплика мяча
- Adidas TerraPass Replique — техническая реплика мяча с сохраненным дизайном
- Adidas TerraPass Artificial Turf
- Adidas TerraPass Glider Power
- Adidas TerraPass Effect
- Adidas TerraPass Training Pro — модель мяча, предназначенная для проведения тренировок
- Adidas TerraPass FMF — модель, выпущенная специально для Мексиканской Федерации Футбола
- Adidas TerraPass FMF Replique — модель, выпущенная специально для Мексиканской Федерации Футбола, реплика.

## Технические инновации данной модели
- Terrapass является логическим продолжением концепции использования в современных футбольных мячах технологий, позволяющих футболисту улучшить свой контроль над мячом. Впервые такие технологии были полностью представлены в модели Adidas Europass — первым в мире футбольном мяче, в котором была использована технология покрытия «гусиная кожа» — особенная структура покрытия поверхности мяча, которая позволяет игрокам совершать более точные и мощные удары, а также подкручивать мяч, более точно контролируя его полёт при любых погодных условиях[2]. Профессиональные футболисты, попробовавшие его в деле, оценивают его гораздо выше предшественника — Roteiro[3].
- Конструкция поверхности, состоящая из 14 частей-панелей, позволяет сократить количество точек угловых стыковок трёх панелей на 60 % (по сравнению со стандартным); при количестве точек стыковки стандартного мяча 60, у данной модели их всего 24[2]. Общий периметр соединения панелей сократился более чем на 15 %[2].